# Liste des députés allemands sous le Troisième Reich (3e législature)
La troisième législature du Troisième Reich dure de 1936 à 1939. Cette législature est la conséquence des élections législatives allemandes de 1936.
Dans le paragraphe 1 de la loi contre la formation de nouveaux partis du 14 juillet 1933, le NSDAP est déclaré seul parti existant en Allemagne. Par conséquent, les députés élus le 29 mars 1936 ne sont que membres du NSDAP ou sympathisants.
Il y a eu 44 millions de votes exprimés (une participation de 99,0 %), dont 98,8 % pour le NSDAP. 741 députés sont élus.
Le Reichstag se réunit seulement pendant trois sessions.

## Présidence
- Président du Reichstag 
 Hermann Göring
- Premier secrétaire 
 Hanns Kerrl
- Deuxième secrétaire 
 Hermann Esser
- Troisième secrétaire 
 Emil Georg von Stauß

 Ce bureau est élu lors de la première session, le 30 janvier 1937.

## Députés
- Haut – A
- B
- C
- D
- E
- F
- G
- H
- I
- J
- K
- L
- M
- N
- O
- P
- Q
- R
- S
- T
- U
- V
- W
- X
- Y
- Z

### A
- Fritz Adam, démissionne le 19 novembre 1937
- Georg Ahlemann (1870–1962)
- DrHerbert Albrecht (1900–1945)
- Walter Aldinger
- Eduard Altenburg
- Werner Altendorf
- Georg Altner
- Ludolf von Alvensleben (1901–1970)
- Max Amann (1891–1957)
- Johann Appler
- Günther Arndt (1894–1975)
- Alfred Arnold
- Wilhelm Aschka, à partir du 14 décembre 1937
- Georg Ay

### B
- Heinrich Bachmann
- Erich von dem Bach-Zelewski (1899–1972)
- Heinrich Bär (* 1905)
- Philipp Baetzner
- Dr Paul Bang (1879–1945), Gast
- Herbert Barthel, à partir du 11 mars 1938
- Franz Bauer (Dortmund) (1894–1966)
- Robert Bauer (Dresde) (1898–1965)
- Josef Bauer (Munich) (1881–1958)
- Hans Baumann
- Willy Becker (Francfort)
- Dr Hellmuth Becker (Hambourg)
- Adolf Beckerle (1902–1976)
- Hans Beeck
- Hermann Behme (1900–1969)
- Erich Behrendt
- Dr Peter Bell
- Dr Heinrich Bennecke
- Joseph Berchtold (1897–1962)
- Theo Berkelmann
- Dr. Peter Berns
- Wilhelm Beyer (Essen) (1885–1945)
- Georg Biederer
- Paul Binus
- Franz Binz
- Gottfried Graf von Bismarck-Schönhausen (1901–1949)
- Wilhelm Bisse
- Willi Bloedorn (1887–1946?)
- Franz Bock
- Arthur Böckenhauer (1899–1953?)
- Willi Boeckmann
- Helmut Böhme
- Wilhelm Börger (1896–1962)
- Peter Börnsen
- Wilhelm Bösing
- Erich Boetel
- Ernst Wilhelm Bohle (1903–1960)
- Heinrich Bohnens
- Andreas Bolek (1884–1945)
- Karl Bombach
- Martin Bormann (1900–1945)
- Otto Born (Berlin)
- Friedrich Boschmann
- Philipp Bouhler (1899–1945)
- Fritz Bracht (1899–1945)
- Otto Braß (1887–1945)
- Dr Rudolf Braun
- Reinhard Bredow (* 1872)
- Ralf Brockhausen
- Hugo Bruckmann (en) (1863–1941)
- Wilhelm Brückner (Berlin) (1884–1954)
- Karl Brückner (Glogau)
- Paul Brusch
- Walter Buch (1883–1949)
- Franz Buchner (1898–1967)
- Richard Büchner
- Josef Bürckel (1895–1944)
- Hanns Bunge
- Walter Burghardt (Dresden)
- Dr Hans Burkhardt (Fulda)
- Wilhelm Busch
- Dr Rudolf Buttmann

### C
- Karl Camphausen, à partir du 20 janvier 1938
- Heinrich Claß (1868–1953), Gast
- Robert Claussen
- Charles-Édouard de Saxe-Cobourg et Gotha (1884–1954)
- Walther von Corswant
- Bruno Czarnowski

### D
- Otto Dahlem
- Werner Daitz (1884–1945)
- Kurt Daluege (1897–1946)
- Willy Damson
- Paul Dargel, à partir du 30 novembre 1937 für Abg
- Richard Walther Darré (1895–1953)
- Hans Dauser
- Dr. Wilhelm Decker (Potsdam)
- Hans-Gerhard Dedeke
- Johann Deininger
- Karl Dempel
- Albert Derichsweiler (1909–1997)
- Detlef Dern (1905–1941)
- Bruno Dieckelmann
- Hein Diehl
- Christoph Diehm
- Erich Diestelkamp
- Dr. Otto Dietrich (Berlin)
- Hans Dietrich (Coburg)
- Josef Dietrich (Munich) (1892–1966)
- Hans Dippel
- Carl Ludwig Doerr
- Otto Dörrenberg
- Richard Drauz (1894–1946)
- Paul Drechsel
- Wilhelm Dreher
- Karl Dreier (Bückeburg)
- Erich Drescher
- Otto Dreyer (Birkenfeld)
- Oskar Druschel
- Ernst Dürrfeld
- Ernst Duschön

### E
- Friedrich Karl Freiherr von Eberstein (1894–1979)
- Alfred Eckart
- Joachim Eggeling (1884–1945)
- Theodor Eicke (1892–1943)
- Kuno von Eltz-Rübenach (1904–1945)
- Johannes Engel
- Fritz Engler-Füßlin
- Emil Engler (Lauban)
- Franz Ritter von Epp (1868–1946)
- Otto Erbersdobler
- Alfred Ernst
- Hermann Esser (1900–1981)
- Dr Friedrich Everling, Gast

### F
- Dr Hans Fabricius
- Reinhard Fäthe (* 1902)
- Oskar Farny (1891–1983), Gast
- Paul Faßbach
- Otto von Feldmann, Gast
- Rudolf Feick (1900–1945)
- Richard Fiedler (Duisbourg)
- Karl Fiedler (Zerbst)
- Karl Fiehler (Munich) (1895–1969)
- Max Fillusch
- Hans Fink
- Dr Curt Fischer (Berlin)
- Arnold Fischer (Essen)
- Dr Ludwig Fischer (Hambourg), à partir du 30 novembre 1937 (Berlin)
- Hugo Fischer (Munich)
- Wilhelm Fischer (Olpe)
- Friedrich Karl Florian (1894–1975)
- Albert Forster (1902–1952)
- Dr Hans Frank (1900–1946)
- Paul Franke (Liegnitz)
- Christian Franke (Münster)
- Alfred Frauenfeld
- Dr. Roland Freisler (1893–1945)
- Ernst Frenzel, à partir du 10 mars 1937
- Hans Georg Freund
- Kurt Frey
- Hans von Freyberg
- Alfred Freyberg (Dessau) (1893–1945)
- Hermann Freytag, démissionne le 30 juin 1937
- Dr. Axel Freiherr von Freytag-Loringhoven, Gast
- Dr Wilhelm Frick (1877–1946)
- Erich Friedrich (Oldesloe) (1901–1971)
- Karl Friedrich (Seelow), mandat déclaré nul le 12 juillet 1937
- Hans Friedrich (Stettin)
- Helmuth Friedrichs (Munich)
- Dr Karl Fritsch
- Fritz Fröhlich, démissionne le 16 juillet 1937
- Otto Frowein
- Erich Fuchs (Prusse-Orientale) (1894–1945)
- Oswald Fuchs (Schalenbach)
- Herbert Fust

### G
- Otto Gakenholz
- Franz Ganninger
- Richard Gehrig
- Hermann Gerischer
- Karl Gerland (1905–1945)
- Hans Gewecke
- Waldemar Geyer (Berlin)
- Paul Giesler (1895–1945)
- Adalbert Gimbel
- Walter Gloy
- Dr Joseph Goebbels (1897–1945)
- Heinrich Göckenjan
- Arthur Göpfert
- Hermann Göring (1893–1946)
- Artur Görlitzer (1893–1945)
- Karl Götz
- Otto Gohdes
- Dr Rüdiger von der Goltz (1894–1976)
- Walter Gottschalk
- Georg Gradl
- Ulrich Graf (1878–1950)
- Walter Granzow
- Hermann Grassl
- August Greim
- Dr Friedrich Grimm (Essen) (1888–1959)
- Wilhelm Grimm (Munich)
- Jacques Groeneveld
- Josef Grohé
- Hermann Groine (1897–1941)
- Wilhelm von Grolman
- Dr Walter Groß (Berlin) (1904–1945)
- Martin Groß (Weimar)
- Udo Grosse (Halberstadt)
- Ferdinand Großherr (1898–1945)
- Willy Grothe
- Hans Grüneberg
- Friedrich Grüttgen, démissionne le 28 décembre 1937
- Kurt Günther
- Rudolf Gugel
- Karl Michael Gutenberger

### H
- Heinrich Haake
- Curt Haase (1897–??)
- Wilhelm Habbes
- Rudolf Habedank
- Theo Habicht
- Dr Albert Hackelsberger, Gast
- Fritz Härtl
- Heinrich Hager
- Dr August Hallermann
- Walter Hamfler, à partir du 26 février 1937
- Karl Hanke (1903–1945)
- Paul Harpe
- Erich Hartmann
- Herbert Haselwander
- Daniel Hauer
- Alfred Hawellek (de)
- Wilhelm Heer (1894–1961), Wahlkreis 26 (Franken)
- Wilhelm Heerde
- Karl Heidemann
- Adolf Heincke
- August Heißmeyer (1897–1979)
- Wilhelm Helfer
- Wolf-Heinrich Graf von Helldorf (1896–1944)
- Dr Otto Hellmuth (1896–1968)
- Dr Hans von Helms (1899–1980)
- Paul Hennicke
- Harry Henningsen
- Fred Henrich, démissionne le 4 octobre 1935
- Max Henze
- Adolf Hergenröder
- Walter Heringlake
- Adalbert Herwig
- Otto Herzog (1900–1945)
- Fritz Heß (Dannenfels) (1879–1938)
- Rudolf Heß (München) (1894–1987)
- Dr Wilhelm Heuber
- Reinhard Heydrich (1904–1942)
- Walter Heyse
- Konstantin Hierl (1875–1955)
- Friedrich Hildebrandt (Schwerin) (1898–1948)
- Richard Hildebrandt (Breslau)
- Erich Hilgenfeldt (1897–1945?)
- Otto Hill, à partir du 27 janvier 1938
- Heinrich Himmler (1900–1945)
- Hans Hinkel (1901–1960)
- Paul Hinkler, à partir du 20 juillet 1936
- Kurt Hintze (1901–1944)
- Adolf Hitler (1889–1945)
- Alfons Hitzler
- Dr Paul Hocheisen (1870–1944)
- Paul Hoenscher († 1937)
- Walter Hoevel
- Paul Hoffmann (Essen)
- Erich Hofmann (Leipzig)
- Hans Georg Hofmann (Munich) († 1937)
- Eugen Holdinghausen
- Paul Holthoff
- Karl Holz (1895–1945)
- Friedrich Homann († 1937)
- Karl Horn (Saxe)
- Curt Horst
- Ludwig Huber (Ibach)
- Ernst Huber (Reutlingen)
- Hans Huebenett
- Adolf Hühnlein (1881–1942)
- Peter Hütgens, à partir du 1er juillet 1937
- Dr Alfred Hugenberg (1865–1951), Gast
- Rolf von Humann
- Dr Heinrich Hunke

### I
- Heinrich Ilbertz
- Fritz Emil Irrgang
- Ernst Ittameier

### J
- Karl Jackstien, à partir du 29 octobre 1937
- Franz-Werner Jaenke (Liegnitz)
- Dietrich von Jagow (1892–1945)
- Karl Janowsky
- Friedrich Jeckeln (1895–1946)
- Ernst Jenke (Breslau)
- Konrad Jenzen
- Georg Joel
- Fritz Johlitz
- Heinz-Hugo John
- Alfred Jonas
- Martin Jordan (Auerbach) (1897–1945)
- Rudolf Jordan (Halle) (1902–1988)
- Max Jüttner
- Dr. Karl Jung (Munich)
- Rudolf Jung (Berlin) (1882–1945)

### K
- Richard Kackstein
- Károly Kampmann
- Bernd Freiherr von Kanne
- Otto Kannengießer
- Rolf Karbach
- Berthold Karwahne (1887–1957)
- Siegfried Kasche (1903–1947)
- Wilhelm Kattwinkel, à partir du 26 février 1937 (Friedrich Neven)
- Dr Adolf Katz
- Artur Kauffmann (Stettin), démissionne le 30 juin 1937
- Karl Kaufmann (Hambourg) (1900–1969)
- Ernst Keller
- Friedhelm Kemper
- Wilhelm Keppler (1882–1960)
- Fritz Kern
- Hanns Kerrl (1887–1941)
- Werner Keyßner (1903–1969)
- Peter Kiefer
- Fritz Kiehn (1885–1980)
- Emil Kiener
- Manfred von Killinger (1886–1944)
- Dietrich Klagges (1891–1971)
- Karl Kleemann (1904–1968)
- Emil Klein (1905–2010)
- Dr Fritz Kleiner, Gast
- Rudolf Klieber
- Adolf Kling (1893–1938)
- Alfred Klostermann
- Xaver Knaup
- Heinrich August Knickmann
- Walter Knop
- Adolf Kob
- Erich Koch (Prusse orientale) (1896–1986)
- Walter Köhler (1897−1989)
- Hanns König
- Gerd von Koerber
- Hellmut Körner (Sachsen) (1904–1966)
- Paul Körner (Berlin)
- Dr Artur Kolb (Amberg)
- Max Kolb (Bayreuth)
- Wilhelm Koppe (1896–1975)
- Felix Kopprasch
- Albert Kost
- Heinrich von Kozierowski
- Kurt Kräft
- Ludwig Kraft (Düsseldorf)
- Herbert Kraft (Karlsruhe)
- August Kramer
- Dr. Wolfgang Kraneck
- Erwin Kraus (Pasing)
- Rudolf Krause
- Moritz Kraut
- Hans Krawielitzki
- Hans Krebs
- Hermann Kretzschmann, à partir du 22 juin 1936
- Karl Krichbaum
- Wilhelm Kronsbein
- Werner Kropp
- Erich Krüger (Crossen)
- Friedrich-Wilhelm Krüger (Francfort)
- Wilhelm Kube (1887–1943), démissionne le 10 août 1936, et revient le 26 november 1936
- Walter Kühle (Storkow)
- Johannes Künzel
- Hans Kummerfeldt
- Erich Kunz (Dresden)
- Richard Kunze (Berlin)

### L
- Heinz Lampe
- Franz Land
- Kurt Lasch (de)
- Hartmann Lauterbacher (1909–1988)
- Otto Lehmann
- Georg Lenk (1888–1945)
- Dr. Robert Ley (1890–1945)
- Ernst Ludwig Leyser
- Ludwig Liebel (Berlin)
- Willy Liebel (Nürnberg) (1897–1945)
- Walther Freiherr von Lindenfels
- Karl Linder (1900–1979)
- Karl Litzmann (Neuglobsow) (1850–1936)
- Karl-Siegmund Litzmann (Ostpreußen) (1893–1945)
- Wilhelm Loch
- Hans Louis Ferdinand von Löwenstein zu Löwenstein
- Lorenz Loewer
- Hinrich Lohse (1896–1964)
- Hans Lommel (1875–1937)
- Werner Lorenz (1891–1974)
- Willi Luckner
- Hanns Ludin (1905–1947)
- Curt Ludwig (1902–1989)
- Kurt Lüdtke
- Dr Carl Lüer (1897–1969)
- Friedrich-Wilhelm Lütt
- Viktor Lutze (1890–1943)
- Max Luyken (1885–1945)

### M
- Waldemar Magunia (1902–1974)
- Eugen Maier (Ulm) (1899–1940)
- Josef Malzer (1902–1954)
- Richard Manderbach (1889–1962)
- Arno Manthey (1888–1941)
- Fritz Marrenbach (1896–1967)
- Willy Marschler (1893–1951)
- Karl Martin (* 1893)
- Kurt Martius (* 1903)
- Fritz Marx (* 1900)
- Martin Matthiessen (1901–1990)
- Emil Maurice (1897–1972)
- Emil Mazuw (1900–1987)
- Wilhelm Meinberg (1898–1973)
- Albert Meister (1895–1942)
- Herybert Menzel (1906–1945)
- Franz Merk (1894–1945)
- Julius Merz (* 1903)
- Dr Franz Metzner (1895–1970)
- Cuno Meyer (Sachsen) (* 1893), déclaré nul le 14 juillet 1936
- Friedrich ("Fritz") Meyer (Hambourg) (1881–1953)
- Dr Alfred Meyer (Münster) (1891–1945)
- Joachim Meyer-Quade (1897–1939)
- Rudolf Michaelis (1902–1945)
- Karl Minnameyer (1891–1973)
- Paul Moder (1896–1942)
- Johann Adam Mohr (* 1896)
- Max Moosbauer (1892–1968)
- Albert Müller (Trier) (1895–1945)
- Erhard Müller (Hagen) (1906–1969)
- Georg Müller (Dresden) (* 1892)
- Hermann Müller (Magdeburg) (* 1890)
- Karl Müller (Berlin) (1879–1944)
- Dr Paul Müller (Kronach) (1892–1963), à partir du 22 août 1936
- Ludwig Münchmeyer (1885–1947)
- Anton Mündler (1896–1945)
- Michael Münster (1901–1986)
- Wilhelm Murr (1888–1945)
- Martin Mutschmann (1879–1947/1950)
- Ernst Mutz (* 1900)

### N
- Otto Naumann (* 1895)
- Paul-Friedrich Nebelung (1900–1990)
- Hermann Neef (1904–1950)
- Dr Reinhard Neubert (1896–1945)
- Walter Neul (* 1899)
- Friedrich Neven (* 1902), démissionne le 13 janvier 1937
- Paul Nieder-Westermann (1892–1957)
- Heinrich Niem (* 1906)
- Gustav Nietfeld-Beckmann (1896–1961)
- Heinrich Nietmann (1901–1961)
- Otto Nippold (1902–1940)
- Erwin Nötzelmann (1907–1981)

### O
- Walther Oberhaidacher (Chemnitz-Zwickau) (1896–1945?)
- Hanns Oberlindober (1896–1949)
- Josef Odendall
- Gustav Robert Oexle (1889–1945)
- Karl Offermann (Berlin) (1884–1956)
- Richard Ohling (1908–1985)
- Ludwig Oldach (* 1888)
- Christian Opdenhoff (1902–1975)
- Ewald Oppermann (Königsberg) (1896–1965?)
- Theodor Oppermann (Hanovre) (1889–1975)
- Walter Ortlepp (1900–1971)
- Richard Owe (1889–1970)

### P
- Heinrich Pahlings (1904–1947)
- Hermann Paltinat (1905–1974)
- Franz von Papen (1879–1969), Gast
- Paul Papenbroock (1894–1945)
- Fritz Paschold (1888–1972)
- Hellmut Peitsch (* 1906)
- Ernst Penner (1883–1940)
- Carl Penzhorn (* 1866)
- Friedrich Peppmüller (1892–1972)
- Dr. Karl Peschke (1882–1943)
- Arnold Petersen (1892–1953)
- Wilhelm Petzold (* 1898)
- Rudi Peuckert (1908–1946)
- Dr Alfred Pfaff (1872–1954)
- Franz von Pfeffer (1888–1968)
- Karl Pflaumer (1896–1971)
- Karl Pflomm (1886–1945)
- Franz Pillmayer (1897–1939)
- Friedrich ("Fritz") Plattner (1901–1960)
- Eugen Plorin (1901–1943)
- Ludwig Pösl (1903–1945)
- Eberhard Ponndorf (1897–1980)
- Emil Popp (* 1897)
- Kuno Popp (Stettin) (* 1893), à partir du 1er juillet 1937
- Georg Poxleitner (* 1898)
- Richard Preiß (Gleiwitz) (* 1902)
- Fritz Preißler (Stollberg) (1904–1945)
- Alfred Preuß (Königsberg) (* 1887)
- Auguste-Guillaume de Prusse (1887–1949)
- Alfred Proksch (1891–1981)
- Hans-Adolf Prützmann (1901–1945)
- Johannes Puth (1900–1957)

### Q
- Franz Quadflieg (1900–1957)
- Eugen Graf von Quadt zu Wykradt und Isny (1887–1940), Gast

### R
- Paul Rabe (1903–1976)
- Dr Horst Raecke (Brême) (1906–1941)
- Dr Walter Raeke (Berlin) (* 1878), démissionne le 9 octobre 1937
- Arthur Rakobrandt (1878–1948)
- Georg Rau (1892–1964)
- Richard Reckewerth (1897–1970)
- Fritz Reckmann (1907–1984?)
- Otto Recknagel (* 1897)
- Wilhelm Redieß (1900–1945)
- Dr. Theo Rehm (1896–1970)
- Johannes von Reibnitz (de) (1882–1939)
- Willy Reichelt (* 1880)
- Heinrich Reiner (1892–1946)
- Wilhelm Reinhard (Spandau) (1869–1955)
- Fritz Reinhardt (Berlin) (1895–1969)
- Karl Reinhardt (Kittelsthal) (* 1905)
- Josef Alois Reinhart (Würzburg) (* 1899)
- Helmut Reinke (1897–1969)
- Hans Reiter (Saxe) (1901–1973)
- Constantin Rembe (1868–1958)
- Dr Theodor Adrian von Renteln (1897–1946?)
- Hermann Reschny (1898–1971)
- Ernst Graf zu Reventlow (1869–1943)
- Hartwig von Rheden (1885–1957)
- Joachim von Ribbentrop (1893–1946)
- Hans Richter (1905–1962)
- Hans-Joachim Riecke (1899–1987)
- Ernst Riemenschneider (1900–1960)
- Josef Riggauer (* 1879)
- Friedrich Ringshausen (1880–1941)
- Heinrich Ritter
- Alfred Rodenbücher (1900–1979)
- Hermann Röhn (1902–1946)
- Rudolf Röhrig (1903–1970)
- Erwin Rösener (1902–1946)
- Carl Röver (1889–1942)
- Karl Rompel (1888–1937)
- Wilhelm Rosenbaum (1880−1938)
- Alfred Rosenberg (1893–1946)
- Albert Roth (Liedolsheim) (1893–1952)
- Dr Reinhold Roth (Mannheim) (1900–1985)
- Robert Roth (Baden) (1891–1975)
- Bernhard Ruberg (1897–1945)
- Ludwig Ruckdeschel (Bayreuth) (1907–1968)
- Willi Ruckdeschel (Potsdam) (1900–1974)
- Gerhard Rühle (Berlin) (1905–1949)
- Dr Walter Ruppin (1885–1945)
- Bernhard Rust (1883–1945)

### S
- Fritz Sauckel (1894–1946)
- Hans Saupert (1897–1966)
- Paul Schaaf (* 1888)
- Gerhard Schach (1906–1972)
- Georg Schädler (* 1887)
- Heinrich-Christian Schäfer-Hansen (1901–1974)
- Richard Schaller (* 1903)
- Rudolf Schaper (1881–1945)
- Julius Schaub (1898–1967)
- Wilhelm Schepmann (1894–1970)
- Arno Schickedanz (1892–1945)
- Hans Schiffmann (* 1879)
- Baldur von Schirach (1907–1974)
- August Schirmer (en) (1905–1948)
- Carl Ludwig Schleich (1899–1944)
- Franz Xaver Schlemmer (* 1895)
- Fritz Schleßmann (1899–1964)
- Dr Karl Schlumprecht (1901–1970)
- Kurt Schmalz
- Ernst-Heinrich Schmauser (* 1890)
- Rudolf Schmeer (1905–1966)
- Willy Schmelcher (1894–1974)
- Albrecht Schmelt (1899–1945)
- Franz Schmid (Augsbourg) (1895–1937)
- Erhard von Schmidt (Schwerin) (* 1903)
- Friedrich Schmidt (Stuttgart) (1902–1973)
- Fritz Schmidt (Cassel) (1899–1942)
- Fritz Schmidt (Münster) (1903–1943)
- Gustav Schmidt (Nauheim) (1898–1972)
- Dr Karl Georg Schmidt (Cologne) (1904–1940)
- Paul Schmidt (Bottrop) (1901–1977)
- Wilhelm Georg Schmidt (Berlin) (1900–1938)
- Adolf Schmidt-Bodenstedt (1904–1981)
- Ernst Schmitt (Staudernheim) (* 1896)
- Peter Schmitt (Trier) (* 1901)
- Hermann Schmitz (1881–1960), député d'honneur du NSDAP
- Karl Schmückle (1895–1970)
- Dr Heinrich Schnee (1871–1949)
- Hermann Schneider (Eckersdorf) (* 1872)
- Ludwig Schneider (Munich) (1902–1944)
- Heinrich Schoene (1889–1945)
- Josef Schönwälder (1897–1972)
- Karl Scholze (* 1902), à partir du 23 juillet 1937
- Karl Friedrich Freiherr von Schorlemer (1886–1936), Gast
- Robert Schormann (1906–1962)
- Alexander Schrader (* 1887)
- Erwin Schramm (Breslau) (1910–1977)
- Ferdinand Schramm (Halstenbek) (1889–1964)
- Otto Schramme (1898–1941)
- Wilhelm Schroeder (1898–1943)
- Franz Schubert (Saarlautern) (1905–1992)
- Leo Schubert (Glatz) (1885–1968)
- Fritz Schuberth (Franken) (1897–1977)
- Albert Schüle (Wolfenbrück) (1890–1947)
- Erich Schüler (* 1905)
- Ferdinand Schürmann (1896–1966)
- Siegfried Schug (* 1898)
- Walter Schuhmann (Berlin) (1898–1956)
- Friedrich von der Schulenburg (1865–1939)
- Emil Schultz (Essen) (1899–1946)
- Karl Schultz (Spandau) (* 1902)
- Paul Schultze-Naumburg (1869–1949)
- Friedrich Schulz (Stuttgart) (* 1897)
- Robert Schulz (Pommern) (1900–1974)
- Wilhelm Schumann (Elberfeld) (* 1899)
- Ernst Schwarz (Düsseldorf) (1904–1941)
- Werner Schwarz (Berlin) (1902–1942)
- Wilhelm Schwarz (Memmingen) (1902–1975)
- Franz Xaver Schwarz (Munich) (1875–1947)
- Franz Schwede-Coburg (1888–1960)
- Johannes Schweter (* 1901)
- Wilhelm Schwinn (1897–1967)
- Fritz Schwitzgebel (1888–1957)
- Karl Seemann (1886–1943)
- Hans Seibold (1904–1974)
- Martin Seidel (Hessen) (* 1908)
- Walther Seidler (1897–1951)
- Hans Seifert (* 1889)
- Wilhelm Seipel (1903–1967)
- Franz Seldte (1882–1947)
- Nikolaus Selzner (1899–1944)
- Joseph Seydel (Köln) bzw. (Munich) (1887–1945)
- Karl Sieber (Oschatz) (1888–1946)
- Ludwig Siebert (Munich) (1874–1942)
- Wilhelm Sieh (1892–1970)
- Heinrich Siekmeier (1903–1984)
- Gustav Simon (Coblence) (1900–1945)
- Heinrich Simon (Munich) (1910–1979)
- Karl Simon (Merseburg) (1885–1961)
- Paul Skoda (* 1901)
- Heinrich Soest (1897–1962)
- Heinz Späing (1893–1946)
- Dr Martin Spahn (1875–1945)
- Heinz Spangemacher (1885–1958)
- Alfred Spangenberg (* 1897)
- Georg Sperber (1897–1943)
- Erich Spickschen (1897–1957)
- Karl Spiewok (1892–1951)
- Jakob Sporrenberg (1902–1952)
- Jakob Sprenger (1884–1945)
- Dr. Fritz Springorum (1886–1942), Gast
- Dr Josef Ständer (1894–1976)
- Dr Walter Stang (Berlin) (1895–1945)
- Peter Stangier (1898–1962)
- Franz Schenk Freiherr von Stauffenberg (1878–1950), Gast
- Dr Emil Georg von Stauß (1877–1942), Gast
- Hartmut Stegemann (1908–1987)
- Vinzenz Stehle (1901–1967)
- Ernst Stein (1906–1943)
- Walter Steinecke (1888–1975)
- Dr Helmut Stellrecht (1898–1987)
- Franz von Stephani (1876–1939)
- Lothar Steuer (1893–1957), Gast
- Werner Stiehr (1905–1982)
- Franz Stöhr (Schneidemühl) (1879–1938)
- Willi Stöhr (Frankfurt) (* 1903)
- Fritz Stollberg (* 1888)
- Heinrich Strang (Saxe) (* 1896)
- Alfred Straßweg (1902–1997)
- Julius Streicher (1885–1946)
- Wilhelm Struve (1901–1982)
- Werner Studentkowski (1903–1951)
- Emil Stürtz
- Martin Stumpf (* 1886)
- Erich Sundermann (1908–1993)
- Heinrich von Sybel (1885–1969)

### T
- Dr Heinrich Teipel (1885–1945)
- Otto Telschow (1876–1945)
- Josef Terboven (1898–1945)
- Georg Tesche (1901–1989)
- Kurt Thiele (Brême) (1896–1969)
- Wilhelm Thiele (Hessen) (1897–1990)
- Fritz Thyssen (1873–1951)
- Fritz Tiebel (* 1889)
- Fritz Tittmann (1898–1945)
- Friedrich Triebel (Thüringen) (1888–1960)
- Wilhelm Trippler (1897–1964)
- Oskar Trübenbach (* 1900)
- Hans von Tschammer und Osten (1887–1943)
- Richard Türk (1903–1984)

### U
- Alwin Uber (* 1884)
- Friedrich Uebelhoer (* 1893)
- Adalbert Ullmer (1896–1966)
- Curt von Ulrich (1876−1946)
- Hans Ummen (1894–1982)
- Heinrich Unger (Essen) (1868–1939)
- Walter Unger (Schwerin) (* 1909)
- Paul Unterstab (1895–1944)
- Gotthard Urban (1905–1941)
- Dr Georg Usadel (1900–1944)

### V
- Heinrich Vetter (Hagen) (1890–1969)
- Karl Vetter (Wanfried) (* 1895)
- Fritz Vielstich (1895–1965)
- Dr Albert Vögler (1877–1945), Gast
- Hans Vogel, à partir du 6 octobre 1936
- Werner Vogelsang (1895–1945)
- Anton Vogt (* 1891)
- Konrad Volm (1897–1958)
- Carl Voß (* 1897)

### W
- DrOtto Wacker (1899–1940)
- Werner Wächter (Berlin) (1902–1945)
- Fritz Wächtler (Bayreuth) (1891–1945)
- Dr Georg Währer (1893–1941)
- Georg Wagener (Hanovre) (1898–1985)
- Otto Wagener (Hohenwendel) (1888–1971)
- Adolf Wagner (Bayern) (1890–1944)
- Dr Gerhard Wagner (Munich) (1888–1939)
- Josef Wagner (Bochum) (1899–1945)
- Dr Richard Wagner (Darmstadt) (1902–1973)
- Robert Wagner (Baden) (1895–1946)
- Karl Wahl
- Josias de Waldeck-Pyrmont (1896–1967)
- Albert Wallwey (* 1897)
- Hellmut Walter (Dresden) (* 1908)
- Karl Walter (Düsseldorf) (1901–1957)
- Georg von Walthausen (1895–1978)
- Alexander Freiherr von Wangenheim (1872–1959)
- Christian Weber (Munich) (1883–1945)
- Julius Weber (Neunkirchen) (1904–1942)
- Adolf Wedderwille (1895–1947)
- Karl von Wedel-Parlow (1873–1936)
- Kurt Wege (1891–1947)
- Paul Wegener (1908–1993)
- Fritz Wehmeier (1897–1945)
- Nikolaus Wehner (1901–1942)
- Hans Weinreich (Merseburg) (1896–1963)
- Karl Weinrich (Kassel) (1887–1973)
- Martin Weis (Großenhain) (* 1907)
- Kurt Weisflog (1906–1942)
- Hans Weisheit (1901–1954)
- Rudolf Weiß (Berlin) (1899–1945)
- Wilhelm Weiß (München) (1892–1950)
- Fritz Weitzel (1904–1940)
- Wilhelm Welter (1898–1966)
- Martin Wendt (* 1886)
- Karl Wenzl (1903–1942)
- Wilhelm Werner (1888–1945)
- Ernst Wettengel, à partir du 22 juillet 1937
- August Wetter (Koblenz) (1890–1970)
- Otto Wetzel (1905–1982)
- Curt Wiebel, à partir du 27 juillet 1937
- Heinrich Wiese (* 1896)
- Wilhelm Wigand (* 1895)
- Otto Wilkens (1907–1999)
- Werner Willikens (1893–1961)
- Toni Winkelnkemper (1905–1944)
- Ludwig Winter (* 1894)
- Paul Wipper (1906–1992)
- Curt Wittje (1894–1947)
- Max Wockatz (* 1898)
- Heinz Wohlleben (1905–1972)
- Karl Wolff (1900–1984)
- Hans Wolkersdörfer (1893–1966)
- Franz Hermann Woweries (1908–1948)
- Udo von Woyrsch (1895–1983)
- Martin Wülfing (de) (1899–1986)
- Joachim Wünning (1898–1944)
- Philipp Wurzbacher (1898–1984)
- Lucian Wysocki (1899–1964)

### Z
- Lorenz Zahneisen (1897–1950)
- Hermann Zapf (1886–1957)
- Karl Zech (1892–1944)
- Robert Zeller (Stuttgart) (1895–1966)
- Carl Zenner (1899–1969)
- Willy Ziegler (1899–1942)
- Ernst Zitzmann (* 1891)
- Oskar Zschake-Papsdorf (* 1902)

### Sources
- (de) Cet article est partiellement ou en totalité issu de l’article de Wikipédia en allemand intitulé « Liste der Reichstagsabgeordneten im Nationalsozialismus (3. Wahlperiode) » (voir la liste des auteurs).